# 33617 Kailashraman
33617 Kailashraman este o planetă minoră (asteroid), cu un diametru de 2,943 km, din centura de asteroizi. A fost descoperită pe 12 mai 1999 la Experimental Test Site⁠(d) de Lincoln Near-Earth Asteroid Research. 
Obiectul prezintă o orbită caracterizată de o semiaxă mare de 2,2865429 UAi, o excentricitate de 0,11, o înclinație de 4,65945 ° în raport cu ecliptica.